# Pierre Pelloux
Pour les articles homonymes, voir Pelloux.
Pierre Pelloux est un artiste peintre, né le 9 décembre 1903 à La Mure en Isère et mort le 26 octobre 1975 à Lyon.

## Biographie
Il nait le 9 décembre 1903 à La Mure en Isère, il y effectue ses études primaires et secondaires, où son professeur de dessin Victor Miard à une influence importante sur lui. Sa famille possède les Ciments naturels de Valbonnais, entreprise qui est vendue en 1918.
En 1920, sa famille déménage à Saint-Fons, pour travailler dans le transport d'acide par voitures. Entre 1920 et 1926, il étudie à l'école des Beaux-arts de Lyon. Son activité artistique commence pleinement entre 1926 et 1927, exposant au Salon d'automne et étant admis au Salon du Sud-Est,. En 1926, il effectue son service militaire au Maroc en tant qu'infirmier, à Casablanca puis à Rabat. Il voyage par la suite en Italie, pays qui le marque. Sa première exposition a lieu à la galerie Saint-Pierre en 1931. Il est vice-président du salon Sud-Est entre 1963 et 1972. Son père meurt en 1933, cela réduit son activité dans l'art jusqu'en 1945 car il doit reprendre l'affaire familiale. Entre 1939 et 1940, il est infirmier dans les trains sanitaires.
Entre 1944 et 1949, il devient professeur à l'école des beaux-arts de Lyon, avant d'être renvoyé de par un concours irrégulier. Il se marie en 1945 avec Constance Attavay, dont il a un fils en 1946 et une fille en 1951. En 1946 et jusqu'en 1973, il est également professeur de dessin aux écoles municipales de dessin situées aux Brotteaux à Lyon. Entre 1954 et 1969, il mène un atelier artistique à l'hôpital du Vinatier, puis à partir de 1966 à l'hôpital de Saint-Jean-de-Dieu. En 1968, il reçoit la médaille de chevalier des arts et des lettres. En 1872, il devient membre titulaire de l'académie des Sciences, Belles-Lettres et Arts de Lyon. En 1969 et 1972, il reçoit plusieurs opérations chirurgicales lourdes liées à un cancer de la gorge dont l'ablation des cordes vocales,. Il meurt le 26 octobre 1975.

## Élèves
- Michel Moskovtchenko[5].